# Paula Haapakoski
Paula Haapakoski, född 3 februari 1977. Finländsk orienterare med två VM-guld som främsta merit.